# Боборыкин, Николай Николаевич (поэт)
Никола́й Никола́евич Боборы́кин (1812—1888) — русский поэт и цензор.

## Биография
Родился в 1812 году в дворянской семье — единственный сын инженер-капитана Николая Лукьяновича Бобрыкина (1786—1822) от брака его с Марией Васильевной Телепневой (1776—1860). Дальний родственник П. Д. Боборыкина.
Получил домашнее воспитание.  Уроки давал ему И. М. Снегирёв. Судя по тому, что, поступив в 1831 году на службу в московское губернское правление, первый классный чин получил лишь в конце 1833 года, не имел ни гимназического, ни подтверждённого экзаменом домашнего образования. Состоял в канцеляриях при московском военном (1833—1836) и гражданском (1840—1843) губернаторах и с 1843 года в отставке. В письме к Д. А. Балуеву (1842) причислял себя к «антиславянам».
Много лет провел за границей, путешествуя и тщательно изучая иностранную литературу (в 1836—1840 и после 1843 года). Был знаком с
А. И. Герценом. В  1872—1874 годах  был помощником библиотекаря в Московском публичном и Румянцевском музеях. С 18 октября 1874 года — чиновник особых поручений при главном управлении по делам печати, был направлен в Петербургский цензурный комитет, затем служил в Комитете цензуры иностранной цензором английских книг. С 1879 года цензуровал русские драматические пьесы, позднее — провинциальные газеты. Надворный советник (с 1884).
Среди стихов Боборыкина в сборнике «Стихотворения» (Москва: тип. Каткова и К°, 1858. — 144 с.), удачнее те, что созданы в традициях поэзии любомудров («Миры», «Внутреннее небо», «Скорбь о правде», «Невещественный свет», «Надежда») ― элегические раздумья на традиционные философско-христианские темы. Участвовал в «Сборнике стихотворений русских поэтов для юношества» (1867). Писал также прозаические и драматические произведения.
Умер 23 апреля (5 мая) 1888 в Санкт-Петербурге.